# Oratorio di San Filippo Neri (Vicchio)
L'oratorio di San Filippo Neri (o della Misericordia) si trova nel comune di Vicchio.

## Descrizione
Costruito agli inizi del secolo XVII, fu prima oratorio della Compagnia del Santissimo Sacramento e di Gesù Morto e, dal 1910, della Venerabile Confraternita di Misericordia di Vicchio.
La facciata è a due spioventi, con portale architravato coronato da timpano spezzato e grande finestrone con stipiti e archivolto mistilinei.
All'interno, ad aula unica, con soffitto affrescato ad architetture illusionistiche, si conserva una terracotta invetriata della fine del secolo XV, raffigurante la Madonna col Bambino, attribuita alla bottega dei Della Robbia e un pregevole Gesù morto, statua in cera di Clemente Susini (1798), che fu benedetta nella Certosa di Firenze da papa Pio VI ed ora conservata in una teca di vetro posta sopra all'altare.
Nel retro dell'oratorio, passando dalla sacrestia, è possibile accedere al piccolo museo della Confraternita di Misericordia.
Nelle vicinanze dell'Oratorio c'è la casa di Benvenuto Cellini, che ospitò il maestro dal 1559 al 1571.